# Абхазија
Абхазија, званично Република Абхазија (рус. Республика Абхазия), је једнострано проглашена, делимично призната држава на Кавказу. Прогласила је независност почетком деведесетих година 20. века, након распада Совјетског Савеза и рата са Грузијом. Власти Абхазије сматрају Абхазију независном републиком, док је власти Грузије сматрају аутономном републиком у саставу Грузије и оспоравају јој независност. После рата у Јужној Осетији 2008. године, независност Републике Абхазије признало је седам држава: Руска Федерација (признаје Абхазију од 26. августа 2008. године), Никарагва, Венецуела, Науру, Вануату, Тувалу и Сирија Абхазија се граничи са Грузијом и Русијом, а има површину од 8.600 km² и 242.862 становника.
Упркос споразуму о прекиду ватре из 1994. и дугогодишњим преговорима, спор остаје нерешен. Дуготрајно присуство посматрачке мисије Уједињених нација и мировних снага Заједнице независних држава предвођених Русијом у неколико наврата није успело да спречи разбуктавање насиља. У августу 2008. године, абхаске и руске снаге су водиле рат против грузијских снага, што је довело до формалног признања Абхазије од стране Русије, поништења споразума о прекиду ватре из 1994. и окончања мисије УН. Парламент Грузије је 28. августа 2008. прогласио Абхазију територијом коју је окупирала Русија, што је став већине држава чланица Уједињених нација.

## Име
Абхази своју домовину називају Аԥсны (Apsny, Aṗsny), популарно етимологизовано као „земља/земља душе“, а буквално значи „земља смртника (смртних бића)“. Вероватно се први пут појавио у седмом веку у јерменском тексту као Psin(oun), што се можда односи на древне Апсиљане. Израз „Apkhazeti“ се први пут појавио у Грузијским аналима, који је мингрелског порекла „Apkha“ што значи леђа или рамена, довео је до имена Абхазија. Назив је коришћен за означавање саме Абасгије и целе Западне Грузије у оквиру Краљевине Грузије. У раним муслиманским изворима, термин „Абхазија“ се углавном користио у значењу Грузије. Руска Абхазия (Abkhaziya) је адаптирана од грузијског აფხაზეთი (Apkhazeti). Назив Абхазије у већини језика потиче директно из руског.
Држава је формално означена као „Република Абхазија“ или „Апсни“. Уобичајени правопис у енглеском језику пре 20. века био је Abhasia.

## Географија

### Положај
Кавказ на северу и североистоку земље дели Абхазију од Русије. На истоку и југоистоку Абхазија се граничи са грузијском регијом Самегрело-Земо Сванети а на југу и југозападу излази на Црно море.

### Геологија и рељеф
Абхазија је изразито планинска земља.

### Воде
Кроз земљу протиче неколико река од којих су највеће: Кодори, Бзуб, Гхалидзга, Гумиста, Псоу и Ингури. Река Псоу одваја Абхазију од Русије а Ингури чини границу са Грузијом.

### Клима
Клима погодује производњи дувана, чаја, вина и разног воћа.
- Положај Абхазије на карти Кавказа
- Детаљна мапа Абхазије

## Историја
У средњем веку, Абхазија је била независна краљевина, а касније независна кнежевина. Од 1921. до 1931. године, постојала је Социјалистичка Совјетска Република Абхазија, као једна од административних јединица Совјетског Савеза.
1931. године, статус Абхазије је деградиран на ниво аутономне совјетске социјалистичке републике и Абхазија улази у састав Грузијске ССР. Почело је насељавање Абхазије грузијским становништвом, а од 1937. до 1944. је тешко раздобље Беријине страховладе, када се укида абхаски језик и затварају абхаске школе. У времену после 2. светског рата наставила се слична политика, да би 1989. године Абхазија прогласила независност од Грузије. Те године независност проглашава и Јужна Осетија.
Грузија и Абхазија ратовале су од 1992. до 1993. године, а мањи сукоб догодио се и 1998. године. Абхаски народ и власти сматрају то својим победама јер су de facto одбранили територију своје, тада непризнате, државе.

## Административна подела
Абхазија је подељена на 7 регија (дистриката) и главни град Сухум. Дистрикти су:
- Гагра
- Гали
- Гудаута
- Гулрипш
- Очамчира
- Ткварчал
- Сухум
- Град Сухум

## Становништво
Према попису из 2011. године, Абхазија је имала 240.705 становника, од чега:
- Абхаза = 122.175 (50,8%)
- Грузина = 46.499 (19,3%)
- Јермена = 41.907 (17,4%)
- Руса = 22.064 (9,2%)
- Мегрела = 3.598 (1,7%)
- Украјинаца = 1.797 (0,8%)
- Грка = 1.382 (0,6%)Најзначајнија насеља Абхазије

Етнички Абхази према попису 2011, чине већину у главном граду Абхазије (67,3%), као и у дистриктима Гудаута (81,9%), Очамчира (77,7%) и Гулрипш (44,4%), етнички Јермени чине апсолутну већину у дистрикту Сухум (56,8%) и релативну већину у дистрикту Гагра (38,35%), док етнички Грузини чине апсолутну већину у дистрикту Гали (98,2%) и већину у дистрикту Ткварчал (62,3%).
Абхази су староседелачки народ Кавказа и спадају у етнолингвистичку скупину севернокавкаских народа. Народи сродни Абхазима су Абазини, Кабардинци, Черкези и Адигејци.

### Религија
Главна религија у Абхазији је хришћанство, у облику православне и Јерменске апостолске цркве.
| Религије у Абхазији (По попису из 2001)‍ | Религије у Абхазији (По попису из 2001)‍ | Религије у Абхазији (По попису из 2001)‍ | Религије у Абхазији (По попису из 2001)‍ | Религије у Абхазији (По попису из 2001)‍ |
| --------------------------------------- | --------------------------------------- | --------------------------------------- | --------------------------------------- | --------------------------------------- |
|                                         |                                         |                                         |                                         |                                         |
| хришћанство                             | хришћанство                             |                                         | 0                                       | 60,0%                                   |
| ислам                                   | ислам                                   |                                         | 0                                       | 16,0%                                   |
| паганизам                               | паганизам                               |                                         | 0                                       | 8,0%                                    |
| ниједна                                 | ниједна                                 |                                         | 0                                       | 8,0%                                    |

## Градови
Градови Абхазије (са приказом броја становника 2011. године):
- Сухум, главни град (62.914)
- Гагра (12.364)
- Гали (7.605)
- Очамчира (5.280)
- Гудаута (7.738) (2003)
- Ткварчал (5.013)
- Пицунда (4.198)
- Бицхвинта (4.198)
- Гулрипш (8.000)
- Нови Афон (1.518)

## Привреда и економија
Упркос контроверзном статусу територије и оштећене инфраструктуре, туризам у Абхазији порастао је након руског признања независности Абхазије 2008. године због доласка руских туриста. У 2009. години број руских туриста у Абхазији порастао је за 20%, а укупан број руских туриста је достигао милион долара. Ниске цене и непотребна виза привлаче руске туристе, посебно оне који не могу себи да приуште одмор у Турској, Египту, Бугарској и другим популарним руским туристичким дестинацијама. Након туристичког бума многа руска предузећа почела су да улажу новац у абхаској туристичкој инфраструктури. Са главним аутопутем земља се обнавља 2014. године, многи оштећени хотели у Гагри се или обнављају или руше.
У 2014. години, Абхазију је посетило преко милион руских туриста.